# Hospital Intercultural de Nueva Imperial
El Hospital Intercultural de Nueva Imperial, es un hospital de la Provincia de Cautín en la Región de La Araucanía, parte de la red hospitalaria del Servicio de Salud Araucanía Sur, es nexo de toda la zona costera de la Araucanía, por lo tanto atiende a pacientes de las comunas de Carahue, Cholchol, Galvarino, Puerto Saavedra y Teodoro Schmidt, tiene capacidad para atender a una población de 100.000 habitantes de la zona costera de la Araucanía.